# Pallacanestro Olimpia Milano
El Pallacanestro Olimpia Milano és un club italià de basquetbol de la ciutat de Milà. La temporada 2019-2020 participa en la LEGA i en l'Eurolliga.

## Història
El club fou fundat l'any 1936 per Adolfo Bogoncelli. És el club més reeixit als campionats italians i un dels més prestigiosos d'Europa. Sovint ha estat conegut pel nom comercial dels seus patrocinados, com ara: Borletti, Simmenthal, Innocenti, Cinzano, Billy, Simac, Tracer, Phillips, Sony, Stefanel i Armani Jeans.
La temporada 2015-16 es va proclamar campió de la lliga italiana.

## Palmarès
- 3 Copa d'Europa de bàsquet: 1965-1966, 1986-1987, 1987-1988.
- 3 Recopa d'Europa de bàsquet: 1970-1971, 1971-1972, 1975-1976.
- 2 Copa Korac: 1984-1985, 1992-1993.
- 1 Mundial de Clubs de bàsquet: 1987.
- 28 Lliga italiana de bàsquet: 1936, 1937, 1938, 1939, 1950, 1951, 1952, 1953, 1954, 1957, 1958, 1959, 1960, 1962, 1963, 1965, 1966, 1967, 1972, 1982, 1985, 1986, 1987, 1989, 1996, 2014,[2] 2016[1] i 2018.
- 4 Copa italiana de bàsquet: 1972, 1986, 1986, 1996.

## Jugadors històrics
- Danilo Gallinari
- Mike D'Antoni
- Dino Meneghin
- Bob McAdoo
- Ricardo Pittis
- Dejan Bodiroga
- Gregor Fucka
- Aleksandar Djordjevic